# 1776 в Україні

## Особи

### Народились
- Баранович Георгій Прокопович — хоровий диригент, педагог, автор навчальної літератури.
- Єпіфаній Канівецький (1776—1825) — український релігійний діяч на Гетьманщині, у Московії, Татарстані та Слобідській Україні. Педагог і гомілетик. Ректор Казанської духовної академії.
- Киселівський Григорій Іванович (1776—1841) — останній київський війт у 1826—1834 роках, купець 1-ї гільдії, надвірний радник, бургомістр.
- Люценко Юхим Петрович (1776—1854) — український агроном, письменник, перекладач, статський радник.
- Маркевич Яків Михайлович (1776—1804) — український політик, член націоналістичного гуртка канцеляриста Андріяна Чепи.
- Мелетій Носков (1776—1851) — релігійний та освітній діяч, виконувач обов'язків ректора Києво-Могилянської академії, архімандрит Київського Видубицького, Чернігівських Домницького та Єлецького, Острозького Спаського, Лубенського Мгарського монастирів.
- Невахович Лев Миколайович (1776—1831) — фінансист, письменник, перекладач, засновник жанру «російсько-єврейської літератури».

### Померли
- Йов (Базилевич) (1723—1776) — український церковний діяч доби Гетьманщини. Ректор Переяславського і Харківського колегіумів, єпископ Переяславський і Бориспільський безпатріаршої РПЦ.
- Полейовський Петро (1734—1776) — львівський архітектор доби рококо.

## Засновані, створені
- Дніпро (місто)
- Чернігівська духовна семінарія
- Костел Відвідання Єлизавети Пресвятою Дівою Марією (Китайгород)
- Церква святого Архістратига Михаїла (Бірки)
- Церква Вознесіння Господнього (Щитівці, УГКЦ)
- Церква перенесення мощей святого Миколая (Турка)
- Церква Воздвиження Чесного Хреста Господнього (Чайчинці)
- Полтавський пікінерний полк
- Єлисаветградський повіт
- Кременчуцький повіт
- Крюківський повіт
- Новокодацький повіт
- Ольвіопольський повіт
- Полтавський повіт
- Саксаганський повіт
- Слов'янський повіт (Новоросійська губернія)
- Херсонський повіт
- Бобрикове
- Буряки
- Бойківка (Олександрійський повіт)
- Вараш
- Гандрабури
- Горностаївка (Ріпкинський район)
- Гута-Ткачова
- Дмитрівка (Петропавлівський район)
- Зайцеве (смт)
- Строївка (Ріпкинський район)

## Зникли, скасовані
- Молдавський гусарський полк